# Трикстер (мультфильм)
«Трикстер» — российский рисованный цветной мультипликационно-игровой фильм режиссёра Михаила Лисового, снятый на студии «Мастер-фильм» в 2003 году по сценарию Дмитрия Наумова и Сергея Ромашкина.

## Сюжет
Однажды девочка Даша, слишком сильно увлекавшаяся компьютерными играми, попала в компьютерное «зазеркалье». Туда её заманил компьютерный вирус Троян, возжелавший вызнать у девочки нужный ему пароль. Прежде чем Даша сумела вернуться домой, ей пришлось пережить множество опасных и забавных приключений в окружении населяющих виртуальный мир странных существ.

## Съёмочная группа
| Авторы сценария          | Дмитрий Наумов, Сергей Ромашкин |
| Режиссёр                 | Михаил Лисовой |
| Художники                | Михаил Лисовой, Сергей Ромашкин, Дина Синеокая |
| Аниматоры                | Майя Бузина, Мария Быстрова, Ирина Жерновенкова, Светлана Качанова, Дмитрий Лазарев, Михаил Лаптев, Антон Мальвинов, Наталья Наумова, Елена Папинова, Сергей Ромашкин, Роксана Свечникова |
| Продюсеры                | Александр Герасимов, Вячеслав Маясов |
| Исполнительные продюсеры | Владимир Наумов, Дмитрий Наумов |
| Звукорежиссёр            | Олег Рязанов |
| Роли исполняли           | Олеся Линникова (Даша), Андрей Орел (папа), Тамара Ратцева (бабушка) |
| Роли озвучивали          | Алексей Колган, Ольга Шорохова |

## Технические данные
| Название                      | Трикстер                                                                                     |
| Возрастное ограничение        | 0+                                                                                           |
| Тип                           | рисованный                                                                                   |
| Цветность                     | цветной                                                                                      |
| Формат                        | Betacam SP                                                                                   |
| Продолжительность             | 15 минут                                                                                     |
| Киностудия                    | Кинокомпания Мастер-фильм                                                                    |
| Дата производства             | 2003 год                                                                                     |
| Особые отметки                | Фильм создан при поддержке службы кинематографии министерства культуры Российской Федерации. |
| Разрешительное удостоверение  | № 214011804 от 1 марта 2004 года                                                             |
| Права на использование фильма | Видеоправа (показ и прокат), телевидение                                                     |

## Описание, отзывы
Фильм принимал участие в конкурсной программе на фестивале в Суздале в 2004 году. В 2004 году фильм также был выдвинут на соискание кинопремии «Ника» в категории анимационных фильмов.
В 2004 году на страницах «Новой газеты» неподписавшаяся критик назвала фильм «Михаила Лисового о так называемых приключениях девочки в компьютерном „зазеркалье“» натужным.